# Младен Мастела
Младен Мастела је бивши југословенски џудиста и члан Радничког. На Европском првенству 1959. одржаном у Бечу, заједно са Дмитром Шијаном освојио је прву медаљу за Југославију на Европским првенствима у џудоу. За освојену сребрну медаљу додељено му је национални признање Републике Србије.